# Ischnoleomimus excavatus
Ischnoleomimus excavatus là một loài bọ cánh cứng trong họ Cerambycidae.